# Metropolia Mandalaj
Metropolia Mandalaj – jedna z 3 metropolii Kościoła Rzymskokatolickiego w Mjanmie. Została erygowana 1 stycznia 1955.

## Diecezje
- Archidiecezja Mandalaj
  - Diecezja Banmaw
  - Diecezja Hakha
  - Diecezja Kalay
  - Diecezja Lashio
  - Diecezja Mindat
  - Diecezja Myitkyina

## Metropolici
- Albert-Pierre Falière (1930-1959)
- John Joseph U Win (1959-1965)
- Aloysius Moses U Ba Khim (1965-1978)
- Alphonse U Than Aung (1978-2002)
- Paul Zingtung Grawng (2003-2014)
- Nicholas Mang Thang (2014-2019)
- Marco Tin Win (od 2019)